# Edward Stallybrass
Edward Stallybrass (Royston, 8 giugno 1794 – Kent, 25 luglio 1884) è stato un missionario britannico di fede congregazionalista.
Dal 1817 al 1840 effettuò una missione religiosa presso il popolo dei Buriati in Siberia, e inoltre tradusse la bibbia in lingua mongola.

## Biografia
Di fede congregazionalista, Edward Stallybrass studiò presso l'Homerton College di Londra, un college per uomini religiosi che a quel tempo venivano ancora esclusi dalle università di Oxford e di Cambridge. Nel 1816 fu ordinato sacerdote a Stepney e nello stesso anno si fidanzò con Sarah Robinson, con cui si sposò l'anno seguente. Nel 1817 partì in Russia con la moglie per una missione religiosa sotto l'egida della London Missionary Society.

### Missione in Russia
Quando Stallybrass arrivò a San Pietroburgo nel 1817 venne raggiunto da Cornelius Rahmn; entrambi gli uomini studiarono il russo e nel gennaio del 1818, dopo aver ricevuto l'autorizzazione per iniziare il loro lavoro missionario, iniziarono il viaggio in slitta di 4000 miglia verso Irkutsk. Lungo la strada si fermarono a Mosca, dove vennero ricevuti in udienza da Alessandro I di Russia, che accolse con favore la missione.
Arrivati a Irkutsk, trovarono presto la zona inadatta; così Stallybrass decise di visitare vari luoghi, prima di fondare nel 1819 una stazione missionaria a Selenginsk (l'odierna Novoselenginsk), terra dei Buriati. Qui fu raggiunto da due scozzesi, William Swan e Robert Yuille. La moglie di Rahmn non fu in grado di sopportare il clima siberiano e così con il marito si trasferì a Sarepta. Nel 1828 Stallybrass e la sua compagnia spostarono la loro base a Chudan, dove Sarah morì e fu sepolta nel 1833. Nel 1835 Stallybrass tornò in Inghilterra attraverso la Danimarca, dove, a Copenaghen, sposò Charlotte Ellah. In seguito tornò in Siberia, dove Charlotte morì nel 1839.
Il lavoro della missione era incentrato sulla predicazione, sulla distribuzione di volantini, sul lavoro nelle scuole e sulla traduzione delle Sacre Scritture nella lingua dei Buriati. La missione fu annullata nel 1840 dal Santo Sinodo della Chiesa ortodossa russa. Stallybrass tornò in Inghilterra nel 1841 e lasciò l'LMS.

### Ritorno in Inghilterra e morte
Dopo il suo ritorno, Stallybrass divenne preside della Boys' Mission School di Walthamstow, e pastore presso la Hampden Chapel di Hackney. Nel 1846 Stallybrass pubblicò una revisione della traduzione del 1824 in lingua mongola del Nuovo Testamento.
Dal 1858 al 1870 fu pastore a Burnham. Morì il 25 luglio 1884 nel Kent, e venne sepolto nel cimitero di Abney Park a Stoke Newington.

## Opere
- Edward Stallybrass, William Swan e Robert Yuille, The Old Testament, British and Foreign Bible Society, 1840.
- Edward Stallybrass e William Swan, The New Testament of Our Lord and Saviour Jesus Christ, William Watts, 1846.
- Edward Stallybrass, Memoir of Mrs. Stallybrass, Londra, Fisher, Son, & Co., 1836.